# 西郊区 (上海市)
西郊区（せいこう-く）は中華人民共和国上海市にかつて存在した県。

## 歴史
1956年に竜華区、新涇区、真如区の3区が合併し成立した。1958年に廃止され、管轄区域は徐匯区、長寧区、普陀区、上海県、嘉定県、宝山県に分割移管された。